# BoA Live Tour 2004 – Love & Honesty
BoA Live Tour 2004 – Love & Honesty – album wideo koreańskiej piosenkarki BoA wydany 7 lipca 2004 roku.

## Notowania na listach przebojów
| Kraj    | Lista (2004) | Najwyższa pozycja |
| ------- | ------------ | ----------------- |
| Japonia | DVD Chart    | 4                 |